# Karol Jokl (starší)
Karol Jokl (9. listopadu 1922 – 26. března 1982) byl slovenský fotbalový útočník. Jeho syn Karol Jokl byl československým fotbalovým reprezentantem.

## Hráčská kariéra
V československé lize hrál za ŠK Baťovany ve 14 utkáních, v nichž vsítil 5 branek.

### Prvoligová bilance
| Ročník          | Zápasy | Góly | Minuty | Klub        |
| --------------- | ------ | ---- | ------ | ----------- |
| I. liga 1945/46 | 14     | 5    | –      | ŠK Baťovany |
| CELKEM I. LIGA  | 14     | 5    | –      |             |